# Ольшанка (гміна, Бжезький повіт)
Гміна Ольшанка (пол. Gmina Olszanka) — сільська гміна у південно-західній Польщі. Належить до Бжезького повіту Опольського воєводства.
Станом на 31 грудня 2011 у гміні проживало 5011 осіб.

## Площа
Згідно з даними за 2007 рік площа гміни становила 92.61 км², у тому числі:
- орні землі: 86.00%
- ліси: 5.00%

Таким чином, площа гміни становить 10.57% площі повіту.

## Населення
Станом на 31 грудня 2011:
| Опис     | Загалом | Загалом | Чоловіки | Чоловіки | Жінки | Жінки |
| -------- | ------- | ------- | -------- | -------- | ----- | ----- |
| одиниця  | осіб    | %       | осіб     | %        | осіб  | %     |
| все      | 5011    | 100     | 2517     | 50.23    | 2494  | 49.77 |
| міське   | 0       | 100     | 0        |          | 0     |       |
| сільське | 5011    | 100     | 2517     | 50.23    | 2494  | 49.77 |

## Сусідні гміни
Гміна Ольшанка межує з такими гмінами: Вйонзув, Ґродкув, Левін-Бжеський, Немодлін, Скарбімеж.